# Moses der Äthiopier

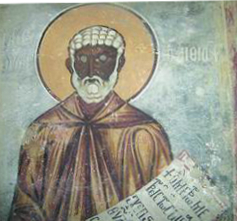
Moses der Äthiopier

Moses der Äthiopier (* vermutlich 332 in Äthiopien; † 28. August, eventuell 407 im Kloster al-Baramus im Wadi Natrun in der Sketischen Wüste in Ägypten) wird auch Moses der Schwarze, Moses der Starke, Moses der Abessinier oder Moses der Inder genannt, aufgrund seiner Vorgeschichte auch Abba Moses der Räuber, ägyptisch auch Moses Murin, wobei Murin „wie ein Äthiopier“ bedeutet, bezogen auf seine dunkle Hautfarbe; griechisch ist sein Name Μωϋσῆς, romanisiert Mōüsês, arabisch موسى, koptisch Ⲙⲟⲥⲉⲥ. Moses, ein Nubier, wird in den östlich-orthodoxen Kirchen hoch verehrt und gehört zu den bedeutendsten Wüstenvätern. Nach seiner Bekehrung wurde er Mönch, Priester und Eremit. Er wird als Märtyrer und Heiliger verehrt oder als denkwürdiger Glaubenszeuge betrachtet.

## Leben und Legende

### Sklave und Krimineller
Moses war zunächst Sklave. Er diente einem hohen ägyptischen Staatsbeamten, der die Sonne verehrte. Zu dieser Zeit wurde Moses’ Charakter als schwierig beschrieben und er neigte zu Gewalttätigkeiten. Mehrmals beraubte er andere, möglicherweise brachte er sie sogar ums Leben. Dies führte zur Vertreibung aus dem Hause seines Herrn. Danach lebte er vom Diebstahl. Körperlich soll er beeindruckend groß und stark gewesen sein. Dies ermöglichte ihm, zum Hauptmann einer gewalttätigen Räuberbande von 75 Mann aufzusteigen, die nicht nur Diebstähle, sondern auch Morde beging. Es ist eine Begebenheit überliefert, bei der ein bellender Hund ihn davon abhielt, einen Hirten zu berauben. Moses schwor daraufhin Rache. Seine athletischen Fähigkeiten sollen ausreichend gewesen sein, um mit einem Schwert im Mund und seinen Kleidern auf dem Kopf den Nil bei Hochwasser zu durchschwimmen, um die Hütte des Besitzers des Hundes zu erreichen. Der Hirt wurde erneut gewarnt und versteckte sich im Sand. Moses raubte dem Mann daraufhin vier Widder, schlachtete sie, band sie mit einem Seil zusammen und schwamm mit ihnen zurück über den Fluss. Er ging in ein kleines Dorf und aß die besten Teile der Widder. Er verkaufte den Rest für Wein und trank. Nach dem Raub ging er 80 km zu Fuß, um zu seiner Bande zurückzukehren. Er neigte zu dieser Zeit zu Ehebruch, Völlerei und Trunksucht und war im gesamten Niltal gefürchtet. Über diese kriminelle Lebensphase des Moses berichtet unter anderem Palladios in seiner Historia Lausiaca.

### Bekehrung
Moses’ Bekehrung erfolgte im Kloster al-Baramus im Wadi El Natrun nahe Alexandria. Was Moses dorthin führte, ist nicht bekannt. Vermutet wird, er habe nach dem oben erwähnten Raub bei einem Hirten in dem Kloster Zuflucht vor den Gesetzeshütern gesucht, ursprünglich die Absicht gehabt, die Mönche auszurauben oder Rat in einer Lebenskrise gesucht. Eine Legende sagt, er habe eines Tages gebetet: „O Sonne! Wenn du Gott bist, so lass es mich wissen! Und Du, o Gott, den ich nicht kenne, lasse mich dich erkennen!“ Jemand habe ihm geantwortet: „Die Mönche im Wadi Natrun kennen den wahren Gott. Geh zu ihnen, und sie werden es dir berichten.“ Moses gürtete daraufhin sein Schwert und brach in die sketische Wüste auf, wo er im Kloster al-Baramus die Taufe empfing. Die Mönche zweifelten zunächst an seiner Ehrlichkeit, führten ihn aber in das Christentum ein. 
Eine Legende besagt, Moses habe seine Sünden Makarius dem Großen gebeichtet. Ein Engel mit einer Tafel, die mit Moses’ Sünden gefüllt war, sei ihm erschienen. Während Moses beichtete, habe der Engel begonnen, die Tafel auszuwischen. Je mehr Moses beichtete, desto mehr habe der Engel ausgewischt, bis die Tafel schließlich vollkommen leer gewesen sei.
Nach seinem Katechumenat wurde Moses von Makarius dem Großen getauft. Danach nahm ihn Isidor von Skete ins Noviziat auf. Dieser hielt ihn zur Selbstüberwindung durch Enthaltsamkeit und nächtliches Gebet an. Des Öfteren soll Moses versucht gewesen sein, in sein altes Leben zurückzukehren, was er aber durch solche Übungen überwand. Er lebte in einer Zelle und fastete streng. Moses soll die Askese so weit getrieben haben, dass ihm Isidor riet: „Hör auf! Auch in der Askese ist dem Mut ein Maß gesetzt!“
Seine Taten der Reue sollen dazu geführt haben, dass Moses den Teufel, der ihn von Jugend auf versucht hatte, und weiter versuchen wollte, leibhaftig vor sich stehen und auf ihn blicken sah. So soll er zur Erkenntnis Christi gelangt sein.

### Versuchungen
Im Paterikon findet sich folgende Legende:
Moses sei in Versuchung geraten, seine Einzelzelle zu verlassen und im Traum versucht worden, den Zölibat zu brechen. Isidor habe ihn daraufhin auf das Dach eines Hauses geführt und ihm die zur Schlacht bereiten Dämonen in der westlichen Wüste gezeigt. Danach habe er ihm ebenso die ebenfalls zur Schlacht bereiten Engel im Osten, über dem Nil gezeigt. Isidor wies Moses schließlich auf die größere Zahl der Engel hin. Isidors Worte sind dabei in Anlehnung an 2 Kön 6,16  formuliert. Ferner sagte Isidor Moses, im Kampf mit seinen Leidenschaften müsse er sich vollständig von seinen früheren Sünden lösen.
In einer ähnlichen Überlieferung heißt es, der pflichtbewusste Moses sei wieder einmal enttäuscht von seiner eigenen Unvollkommenheit gewesen. Isidor habe ihn daraufhin vor Sonnenaufgang auf das Dach geführt, und sie hätten dort beobachtet, wie die ersten Sonnenstrahlen über den Horizont streiften. Isidor habe ihm dabei gesagt: „Nur langsam vertreiben die Strahlen der Sonne die Nacht und führen den neuen Tag herauf, und ebenso langsam wird jemand vollkommen kontemplativ.“
Eine weitere Legende berichtet, vier Räuber seien Nachts in Moses Zelle eingedrungen, um ihn zu bestehlen, ohne zu wissen, wer er war. Es soll zu einer Schlägerei gekommen sein, an deren Ende es Moses gelungen sei, sämtliche Einbrecher aneinander zu fesseln. Es heißt dort, Moses sei über seine gewalttätige Vorgehensweise erschrocken gewesen und habe die Einbrecher wie ein Strohbündel auf seinen Schultern zu den Klosterältesten in die Kirche gebracht, um zu fragen, wie mit ihnen zu verfahren sei. Mose habe danach sieben Tage gefastet. Die Mönche sollen die Freilassung der Räuber beschlossen haben. Es heißt, die Räuber hätten in Moses ihren ehemaligen Anführer erkannt und angesichts seiner Wesensänderung beschlossen, ebenfalls ins Kloster einzutreten. Die meisten seiner ehemaligen Bandenmitglieder sollen nach diesem Vorfall Mönche geworden sein.
Weiter wird von einer Situation berichtet, in der Moses beleidigt und beschimpft wurde. Er antwortete nicht darauf. Als er gefragt wurde, ob er innerlich genauso ruhig sei wie äußerlich, antwortete er mit einem einfachen „Nein.“ In einer anderen Situation fragte ein Mönch seinen geistlichen Vater mit Bezug auf Moses’ äußere Ruhe, was für einen Wert äußere Ruhe ohne innere Ruhe habe. Die einfache Antwort darauf war, dass nur äußerliche Ruhe zwar unvollkommen sei, aber andere vor Schaden bewahre und der Gnade Gottes anderen gegenüber dienen würde.
Legendarisch ist auch überliefert, Moses sei damit betraut gewesen, den Mönchen nachts Wasser aus einem Brunnen zu schöpfen. Diesen Dienst leistete er insbesondere den Ältesten, da diese weit entfernt von dem Brunnen lebten und es ihnen schwergefallen wäre, das Wasser selbst zu transportieren. Ein plötzlicher Schmerz, vielleicht von einer Entzündung, habe dazu geführt, dass er auf den Brunnenrand fiel und regungslos liegen blieb. Die Legende interpretiert dies als einen Schlag, den ihm der Teufel versetzt habe. Moses sei erst am nächsten Morgen gefunden worden und ein Jahr lang bettlägerig gewesen. Dies habe ihn bewogen, weiter Askese zu üben und endgültig im Kloster zu bleiben. Isidor habe ihn gesegnet und festgestellt, dass die Leidenschaften nun von ihm gewichen seien. (Vergleiche Lk 4,13 ) Moses habe danach die Eucharistie empfangen und sei in seine Zelle zurückgekehrt. Von nun an, so die Legende, habe er Macht über die Dämonen gehabt.

### Einsiedelei und Priestertum
Moses lebte im Kloster und zumindest zeitweilig auch als Eremit in der Wüste. Er erwies sich in den nächsten Jahren als begabter spiritueller Führer. So ist eine Begebenheit überliefert, bei welcher der Abt die Mönche anwies, zu fasten. Einige Brüder kamen zu Moses, der ihnen ein Mahl zubereitete. Benachbarte Mönche berichteten dem Abt, Moses habe das Fasten gebrochen. Als sie sich dann mit Moses trafen, um ihn zurechtzuweisen, änderten sie ihre Meinung und sagten: „Du hast ein menschliches Gebot missachtet, aber es war so, dass du das göttliche Gebot der Gastfreundschaft befolgt haben magst.“ Diese Überlieferung wird bisweilen als einer der ältesten Hinweise auf die Fastenzeit angesehen.

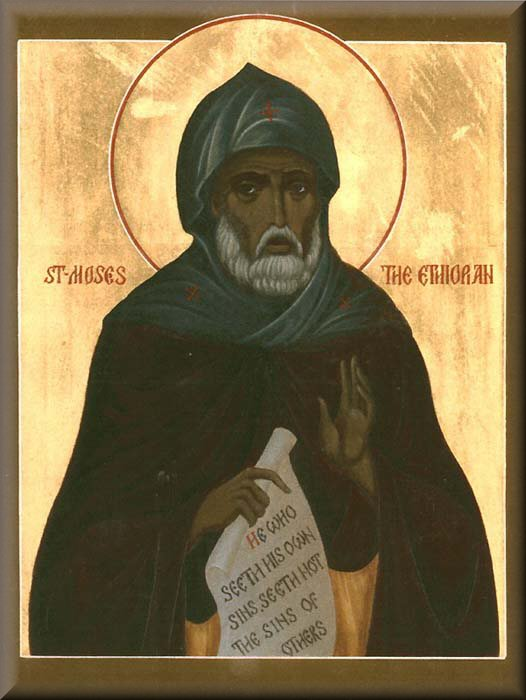
Moses mit dem Spruch „Wer seine eigenen Sünden sieht, sieht die anderer nicht“

Als einmal einer der Brüder einen Fehltritt getan hatte, wurde Moses eingeladen, um über eine geeignete Strafe zu beraten. Moses lehnte die Teilnahme ab. Als er ein weiteres Mal zu dem Treffen gerufen wurde, nahm er einen leckenden Krug mit Wasser und trug ihn auf seiner Schulter. In anderen Varianten der Überlieferung handelte es sich um einen mit Sand gefüllten löchrigen Korb oder Sack. Als er den Ort des Treffens erreichte, kamen die Mönche heraus und fragten ihn, warum er den Krug, den Korb beziehungsweise den Sack tragen würde. Er antwortete: „Meine Sünden laufen hinter mir aus mir heraus und ich sehe sie nicht; aber heute komme ich, um über die Fehler eines anderen zu richten.“ Als sie das hörten, vergaben die versammelten Brüder dem irrenden Mönch und konzentrierten sich auf ihre eigenen Fehler.
Moses wurde zu einer Berühmtheit, selbst der Gouverneur wollte ihn besuchen. Vor diesem soll Moses geflohen sein, da er keine Besucher wünschte. Diener des Gouverneurs, der im Kloster wartete, begegneten auf dem Weg einem Mönch, den sie nach Moses fragten. Der Mönch entgegnete: „Fahrt nicht damit fort, diesen falschen und wertlosen Mönch treffen zu wollen!“ Als sich die Mönche diesen Bruder später von den Dienern beschreiben ließen, erkannten sie in ihm Moses. 
Nach vielen Jahren wurde Moses vom Patriarchen zum Diakon geweiht. Der Überlieferung zufolge ließ ihn der Patriarch durch die Ältesten wegen seiner Hautfarbe aus dem Altarraum verweisen, um seine Demut zu prüfen. Unmittelbar nach diesem Vorfall sei er vom Patriarchen an den Altar zurückgerufen und zum Presbyter, das heißt, zum Priester, geweiht wurde, was bei den sketischen Mönchen seiner Zeit sehr ungewöhnlich war.
In der westlichen Wüste scharten sich 75 Schüler um Moses, was der Überlieferung nach der Zahl der Räuber entsprach, die er früher angeführt hatte. Ebenso wie Makarios hatte er Kontakt zu Zacharias, den er einerseits als Schüler führte, andererseits aber auch mit Ehrfurcht betrachtete, außerdem zu Arsenios, der auch über ihn berichtete, Silvanos und eventuell auch zu Poimen, der ihn ehrfurchtsvoll erwähnte.

### Martyrium
Als Moses 75 war, ging er der Überlieferung nach mit einigen Ältesten zu Makarius dem Großen, der sagte: „Ich sehe einen unter euch, dem die Märtyrerkrone gehören wird.“ Moses soll geantwortet haben: „Möglicherweise bin ich es, denn es steht geschrieben: ‚alle, die zum Schwert greifen, werden durch das Schwert umkommen‘.“ (Mt 26,52 ) 
Im Jahre 407 fielen die Maziken in Ägypten ein und planten, das Paromeoskloster, in dem Moses lebte, anzugreifen. Es handelte sich dabei um einen Berberstamm aus der libyschen Wüste. Die Mönche wollten sich verteidigen, Moses verbot es ihnen aber. Er segnete sie und riet ihnen, ihn zu verlassen, um einem gewaltsamen Tod zu entgehen, anstatt zu den Waffen zu greifen. Sie baten ihn, sie zu begleiten, aber er weigerte sich mit dem Hinweis, dass er lange auf diesen Tag gewartet habe. Fast alle Mönche verließen ihn daraufhin, nur Moses und sieben weitere blieben freiwillig zurück und begrüßten die Eindringlinge mit offenen Armen. Die Maziken töteten Moses und die anderen Zurückgebliebenen am 24. Paoni des ägyptischen Kalenders, nur ein Mönch konnte sich unter einem Seil verstecken. Eine Version der Legende sagt, dieser habe einen Engel gesehen, der eine Krone für ihn in der Hand gehalten habe. Er sei daraufhin aus seinem Versteck hervorgetreten und habe ebenfalls den Märtyrertod erlitten. 
Ein abweichender Bericht über den Tod Moses findet sich im Paradies oder Garten der heiligen Väter, wo Poimen zitiert wird. Moses fragte Abba Zacharias, der seinen Tod kommen sah, „Vater, ist es gut, dass wir schweigen sollen?“ Zacharias antwortete ihm: „Ja mein Sohn, schweige.“ Als Moses starb, saß Isidor bei ihm. Moses blickte zum Himmel auf und sagte: „Freue Dich und sei glücklich, o mein Sohn Zacharias, da die Tore des Himmels geöffnet wurden.“

## Verehrung
Die Reliquien des hl. Mose befinden sich in der Marienkirche des koptischen Paromeosklosters. Aus seiner Zeit als Vorsteher einer Mönchsgruppe stammen die 18 Apophthegmata (Denksprüche) des Abba (Vater) Mose. Der hl. Moses ist vor allem bei der afroamerikanischen Bevölkerung beliebt. 
Moses wurde von seinen Zeitgenossen hoch gepriesen. In seiner im 5. Jahrhundert geschriebenen Kirchengeschichte, die 70 Jahre nach Moses’ Tod geschrieben wurde, fasste Hermias Sozomen Moses’ Legende wie folgt zusammen: 

„Eine so plötzliche Bekehrung vom Laster zur Tugend wurde nie zuvor bezeugt, noch so rasche Fortschritte in mönchischer Philosophie. So machte Gott ihn zum Objekt der Schau für die Dämonen, und er wurde zum Presbyter über die Mönche der Skete ordiniert. Nachdem er ein Leben auf diese Weise verbracht hatte, starb er im Alter von fünfundsiebzig, zahlreiche bedeutende Schüler hinterlassend.“

- Sozomen, in seiner Kirchengeschichte Buch VI, Kapitel XXIX
Moses gehört zu den Schutzpatronen Afrikas und der Afroamerikaner, auch hat er das Patronat einer orthodoxen Bruderschaft in Michigan und eines Priorats der Prämonstratenser in Raymond in Mississippi und ist Schutzheiliger der Gefängnisseelsorger.
Zwar wird seit 1250, also erst seit dem Mittelalter, auch Mauritius als Angehöriger der dunkelhäutigen afrikanischen Ethnie dargestellt, dieser war aber nordafrikanischer, wohl ägyptischer Abkunft, dürfte also eher den vergleichsweise hellhäutigen Kopten unserer Tage ähnlich gesehen haben. Falls dies zutreffend ist, könnte es sich bei Moses, nicht bei Mauritius, um den ersten namentlich bekannten Heiligen dunkler Hautfarbe handeln.

## Gedenktage
- orthodox: 28. August
- armenisch: 2. Juni
- koptisch: 24. Paoni = 18. Juni (julianisch) = 1. Juli (gregorianisch)
- römisch-katholisch: 28. August
- anglikanisch: 2. Juli im Kalender der Episkopalkirche der Vereinigten Staaten von Amerika[8]
- evangelisch: 28. August im Kalender der Evangelisch-Lutherischen Kirche in Amerika

## Attribute

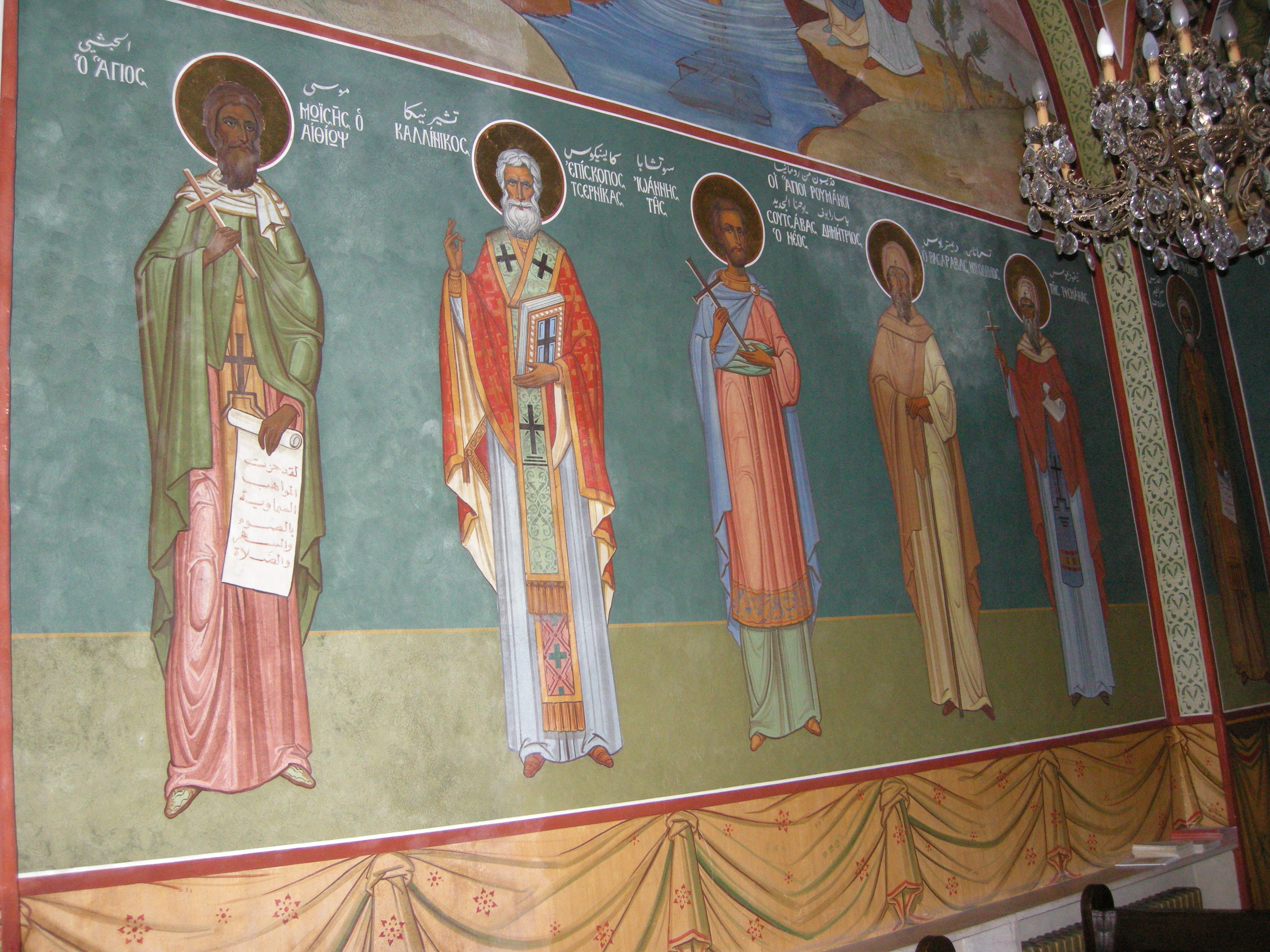
Moses (links) in typischer Darstellung

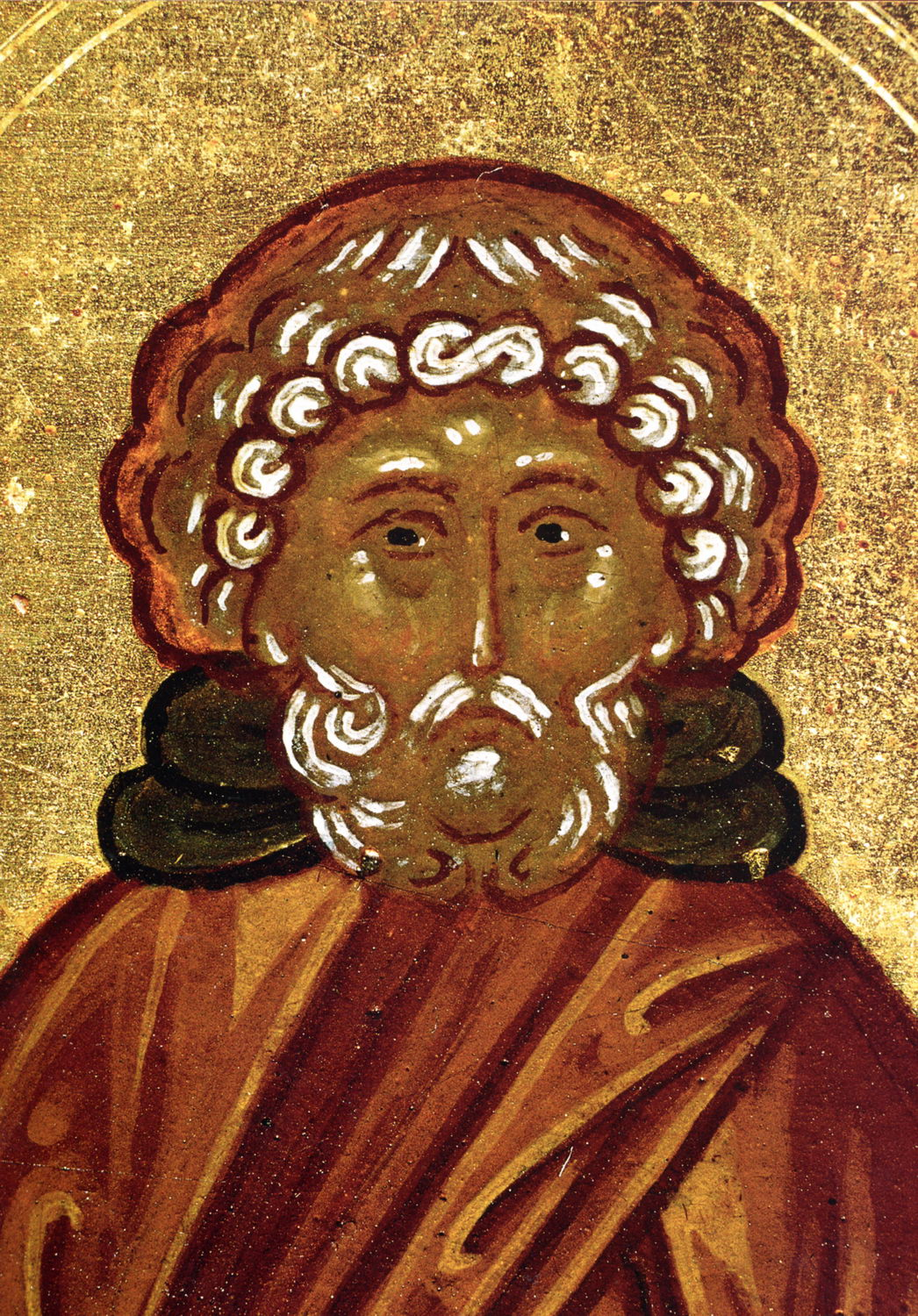
Ausschnitt einer Ikone aus dem späten 15. Jahrhundert

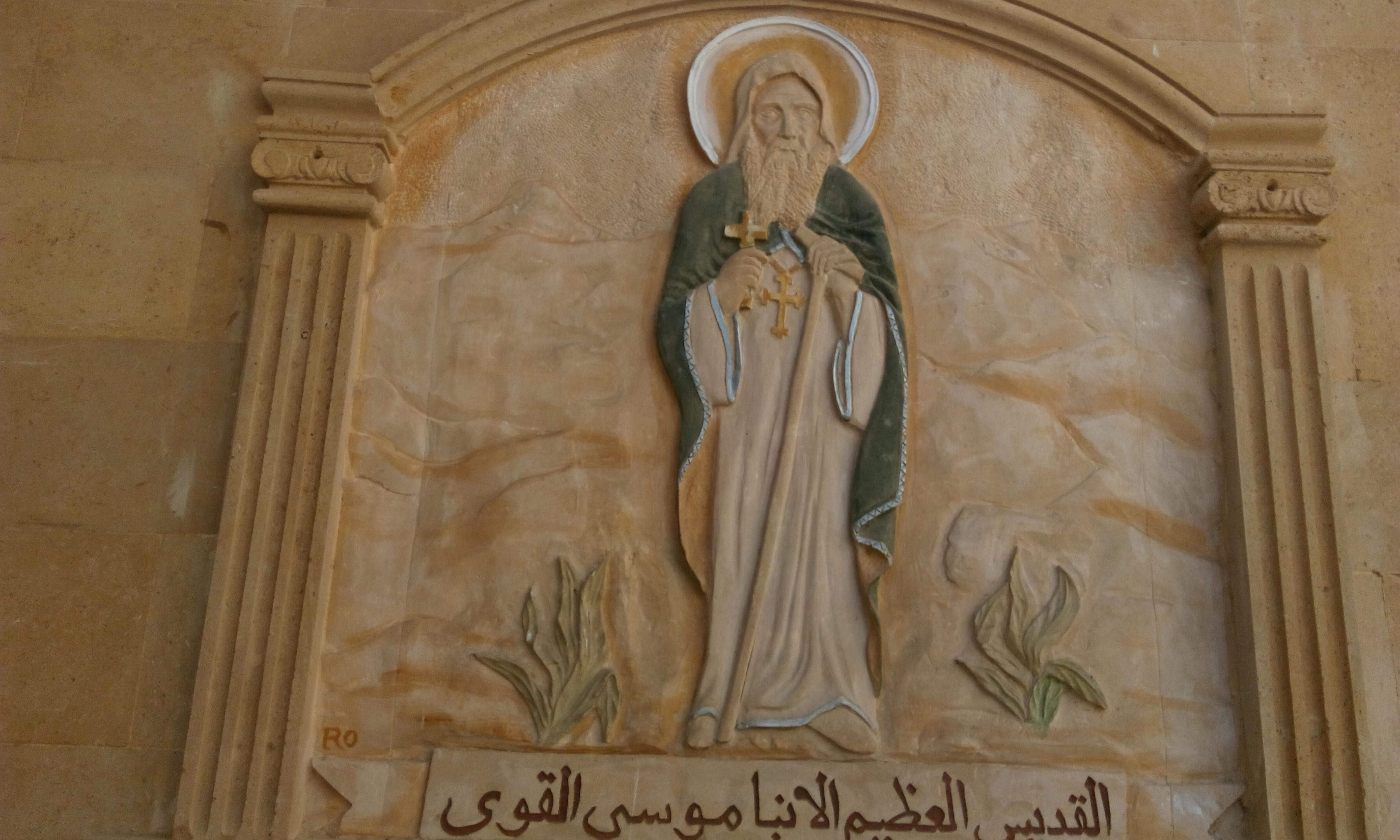
Relief in der Kirche der Heiligen Maria und Abanoub in Sebennytos

Die christliche Ikonographie stellt Moses mit schwarzem Habit und einem Kreuz in der rechten Hand dar. Zu seinen weiteren Attributen gehört ein Sandsack oder ein Korb.

## Primärquellen
- Palladius: The Lausiac History. The Macmillan Company, London 1918 (tertullian.org).

- Hermias Sozomen: The Ecclesiastical History of Sozomen. Evolution Publishing, Merchantville, NJ 2018, ISBN 978-1-935228-15-8 (arxpub.com).